# 黄苗子
黃苗子（1913年9月30日—2012年1月8日），原名祖耀，號雷父，男，广东中山人，中国漫画家、美术史家、书法家。

## 生平
1913年，黃苗子出生于广东省中山市的的书香世家，5歲來香港接受教育。19歲到全国文化中心上海，被上海市长吴铁城安排任政府职员，同时从事漫画创作。抗战爆发后到广州、香港、重庆，在重庆与女画家郁风结婚，与“二流堂”文艺界人士交往密切。1950年后定居北京。1957年被定为右派，遣送北大荒劳动改造。1966年文革爆发后被捕入狱。出狱以后转向书法创作。
2009年3月19日的《南方周末》，署名章诒和的文章“谁把聂绀弩送进了监狱？”中认为，黄苗子在1962年起向政府告密，使聂绀弩最终入狱。
黄苗子先生于2012年1月8日11点27分于北京朝阳医院辞世。

## 著作
著作有散文集《貨郎集》、《敬惜字紙》、《無夢庵流水賬》、《青燈瑣記》、《風雨落花》、《雪泥爪印》、《世說新篇》、《茶酒閑聊》、《人文瑣屑》等；詩集有《牛油集》、《三家詩》等；美術論著有《吳道子事輯》、《八大山人傳》、《畫壇師友錄》、《藝林一枝》等；書畫集有《黃苗子書法選》、《中國書法精品選——黃苗子》、《草書木蘭辭》、《苗子雜書》等。 